# Kompostklokrypare
Kompostklokrypare (Lamprochernes savignyi) är en spindeldjursart som först beskrevs av Simon 1881.  Kompostklokrypare ingår i släktet Lamprochernes och familjen blindklokrypare. Arten har ej påträffats i Sverige. Inga underarter finns listade i Catalogue of Life.